# Хоккейная лига США
Хоккейная лига США (англ. United States Hockey League (USHL)) — главная юниорская хоккейная лига США. Победитель лиги награждается Кубком Кларка. В лиге играют 17 команд, расположенных на Среднем Западе и состоящие из игроков в возрасте от 16 до 20 лет. В отличие от Канадской хоккейной лиги в USHL не платятся стипендии игрокам, которые из-за этого сохраняют статус любителей и имеют право играть в Национальной ассоциации студенческого спорта.
Игроки В USHL, как правило, живут в своих семьях, которые получают небольшие стипендии для расходов на еду, и продолжают при этом либо своё обучение, либо работают на неполный рабочий день. Из этого графика 90 % матчей проводятся в выходные дни, которые посещают многие скауты Национальной хоккейной лиги и колледжей.

## История
Хоккейная лига США была создана в 1961 году. В основу данного соревнования легли следующие лиги:
- Американская любительская хоккейная лига[англ.] (1947—52)
- Центральная хоккейная лига (1952—53)
- Хоккейная лига Миннесоты (1953—55)
- Центральная хоккейная лига (1955—60)

## Участники
В сезоне 2014/2015 примут участие те же 17 команд, поделённые на две конференции. Действующий чемпион «Индиана Айс» не будет выступать в этом сезоне. USHL поставил команду в сезоне 2014/15 в «статусе покоя», чтобы они решили свои организационные проблемы. При этом «Индиана Айс» остаётся участником USHL, входит в состав её Совета и имеет полные права на участие в деятельности и операций лиги.
| Команда                       | Город                 | Арена (вместимость)                  | Основан               |                       |                       |
| Восточная конференция         | Восточная конференция | Восточная конференция                | Восточная конференция | Восточная конференция | Восточная конференция |
| ----------------------------- | --------------------- | ------------------------------------ | --------------------- | --------------------- | --------------------- |
| Блумингтон Тандер             | Блумингтон            | Ю-Эс Селлулар Колизеум (7000)        | 2014                  |                       |                       |
| Сидар-Рапидс Рафрайдерс       | Сидар-Рапидс          | Ледовая арена Сидар-Рапидс (4000)    | 1999                  |                       |                       |
| Чикаго Стил                   | Бенсенвилл            | Эдж Айс Арена (3000)                 | 1996                  |                       |                       |
| Дюбюк Файтинг Сэйнтс          | Дубьюк                | Мистик Айс Центр (3079)              | 1980 и 2010           |                       |                       |
| Грин-Бей Гамблерз             | Грин-Бей              | Реш Центр (8709)                     | 1994                  |                       |                       |
| Мадисон Кэпитолз              | Мадисон               | Аллиант Энерджи Центр (10 231)       | 2014                  |                       |                       |
| Маскигон Ламберджекс          | Маскигон              | Эл-Си Уолкер Арена (5100)            | 2010                  |                       |                       |
| США U18                       | Энн-Арбор             | Энн-Арбор Айс Куб (1000)             | 1996                  |                       |                       |
| Янгстаун Фантомз              | Янгстаун              | Ковелли Центр (5717)                 | 2003                  |                       |                       |
| Западная конференция          |                       |                                      |                       |                       |                       |
| Де-Мойн Баккэнирс             | Де-Мойн               | Баккэнир Арена (3498)                | 1980                  |                       |                       |
| Фарго Форс                    | Фарго                 | Шилз Арена (5000)                    | 2008                  |                       |                       |
| Линкольн Старз                | Линкольн              | Айс Бокс (4212)                      | 1996                  |                       |                       |
| Омаха Лансерз                 | Омаха                 | Рэлстон Арена (3319)                 | 1986                  |                       |                       |
| Су-Сити Маскетирс             | Су-Сити               | Тайсон Эвентс Центр (6731)           | 1972                  |                       |                       |
| Су-Фолс Стэмпид               | Су-Фолс               | Дэнни Сэмфорд ПРЕМЬЕР Центр (10 450) | 1999                  |                       |                       |
| Трай-Сити Шторм               | Карни                 | Виэро Эвент Центр (5000)             | 2000                  |                       |                       |
| Уотерлу Блэк Хокс             | Уотерлу               | Янг Арена (3400)                     | 1962                  |                       |                       |
| Не участвует в сезоне 2014/15 |                       |                                      |                       |                       |                       |
| Индиана Айс                   | Индианаполис          | —                                    | 2004                  |                       |                       |

## Рекорды лиги
Индивидуальные
- Наибольшее количество голов в сезоне: 67 — Род Тэйлор (1985/86)
- Наибольшее количество передач в сезоне: 135 — Тим Фергюсон (1985/86)
- Наибольшее количество очков в сезоне:  212 — Тим Фергюсон (1985/86)
- Наибольшее количество штрафных минут в сезоне: 316 — Чад Стауффачер (1996/97)

Командные
- Наибольшее количество побед в сезоне: 48 — Виктория Кугарс (1998/99)
- Наибольшее количество очков в сезоне: 98 — Грин-Бей Гамблерз (2011/12) и Дубук Файтинг Сэйнтс (2012/13)

## Трофеи и награды
Основная статья: Список обладателей трофеев и наград USHL
| Награда                   | Описание                                     | Первое вручение |
| ------------------------- | -------------------------------------------- | --------------- |
| Командные                 |                                              |                 |
| Кубок Кларка              | Чемпион USHL                                 | 1979/80         |
| Кубок Андерсона           | Победитель регулярного сезона                | 1979/80         |
| Организация года          | Самая организованная команда                 | 1993/94         |
| Личные                    |                                              |                 |
| Игрок года                | Лучший игрок                                 | 1983/84         |
| Новичок года              | Лучший новичок                               | 1993/94         |
| Нападающий года           | Лучший нападающий                            | 1983/84         |
| Защитник года             | Лучший защитник                              | 1983/84         |
| Вратарь года              | Лучший вратарь                               | 1983/84         |
| Курт Хаммер Эворд         | Самый целеустремлённый игрок                 | 1988/89         |
| Дейв Тайлер Эворд         | Выдающийся игрок американского происхождения | 1993/94         |
| Тренер года               | Лучший тренер                                | 1983/84         |
| Генеральный менеджер года | Лучший генеральный менеджер                  | 1982/83         |